# Crowsonièl·lids
Els crowsonèl·lids (Crowsoniellidae) són una família de coleòpters del subordre Archostemata amb un sol gènere i una sola espècie coneguda, Crowsoniella relicta Pace, 1975.